# Zapala
Zapala – miasto w Argentynie w Patagonii w prowincji Neuquén, w Andach.
Zamieszkane przez 31534 osób (2001). W mieście znajduje się fabryka cementu. Niedaleko miasta znajduje się Park Narodowy Laguna Blanca.